# Karolina Kudłacz-Gloc
Karolina Kudłacz-Gloc (* 17. Januar 1985 in Wąbrzeźno, geborene Karolina Kudłacz) ist eine polnische Handballspielerin.

## Karriere
Die 1,78 m große Rückraumakteurin begann im Jahr 1995 das Handballspielen beim polnischen Club Vambresia Wąbrzeźno. 1999 wechselte die Rechtshänderin zu Słupia Słupsk, für den sie zwei Jahre spielte. Anschließend schloss sich Kudłacz-Gloc dem Verein AZS-AWFiS Gdańsk an. Im Jahr 2006 wechselte sie nach Deutschland zum Bundesligisten HC Leipzig. Ab der Saison 2017/18 stand sie bei der SG BBM Bietigheim unter Vertrag. Im Sommer 2024 schloss sie sich mit der Profimannschaft der SG BBM Bietigheim dem Verein HB Ludwigsburg an. Aufgrund ihrer zweiten Schwangerschaft pausierte sie ab dem Saisonbeginn 2024/25 bis zum März 2025.
Kudłacz-Gloc absolvierte bisher 197 Länderspiele für Polen. Mit Polen belegte sie bei der Weltmeisterschaft 2013 den vierten Platz und erzielte 21 Treffer in neun Partien. Bei der Europameisterschaft 2006 stellte sie mit 17 Treffern in einem Spiel den EM-Rekord auf. 12 Jahre später zog die Schwedin Nathalie Hagman gleich. Seit 2021 ist sie nicht mehr Teil des polnischen Kaders.

### Erfolge
- Polnische Meisterin 2004
- Polnische Pokalsiegerin 2005
- Deutsche Pokalsiegerin 2007, 2008, 2014, 2016, 2021, 2022, 2023, 2025
- Super-Cup-Gewinnerin 2008, 2017, 2019, 2021, 2022, 2023
- Deutsche Meisterin 2009, 2010, 2019, 2022, 2023, 2024, 2025
- EHF European League 2022

## Sonstiges
Sie ist studierte Psychologin und Mutter.